# Lukáš Macek
Lukáš Macek (* 2. února 1976) je český politik a politolog, odborník na otázky Evropské unie, ředitel dijonské pobočky Pařížského institutu politických studií (Sciences Po) se zaměřením na evropské záležitosti a země střední a východní Evropy, bývalý poradce Josefa Zieleniece a Jana Švejnara. Ve volbách do Evropského parlamentu 2009 byl lídrem kandidátky SNK Evropských demokratů.